# Selem Safar
Selem Safar (Mar del Plata, 6 de maio de 1987) é um basquetebolista argentino que atualmente joga pelo Obras Sanitarias disputando a Liga Nacional de Básquet. O atleta possui 1,90m atua na posição Ala-armador. Fez parte do selecionado argentino que conquistou a vaga para o torneio olímpico de basquetebol dos Jogos Olímpicos de Verão de 2016 no Rio de Janeiro.